# Зеньковский, Василий Васильевич
Василий Васильевич Зеньковский (4 (16) июля 1881, Проскуров, Подольская губерния — 5 августа 1962, Париж) — русский религиозный философ, богослов, культуролог и педагог. Протопресвитер в юрисдикции Западноевропейского экзархата русских приходов Константинопольского патриархата. Основу взглядов Зеньковского составлял христианский мистицизм.

## Биография
Сын педагога, директора гимназии, церковного старосты. Внук кавалерийского офицера, после выхода в отставку ставшего священником.

### Образование
Окончил Киевскую 2-ю гимназию. Четыре года учился на физико-математическом факультете, окончил историко-филологический факультет Киевского университета (1909), был оставлен при университете для подготовки к профессорскому званию. В 1913—1914 находился в научной командировке в Германии и Италии. Магистр философии (1915; тема диссертации: «Проблема психической причинности»). Доктор церковных наук (1948; за труд «История русской философии»).
В гимназические годы утратил веру в Бога под воздействием трудов Дмитрия Писарева, но, познакомившись с работами Владимира Соловьёва, снова стал верующим человеком. Уже в зрелые годы значительное влияние на его взгляды оказало знакомство с профессором, будущим протоиереем Сергеем Булгаковым, который, в частности, заинтересовал его творчеством Николая Гоголя как православного писателя (в «Истории русской философии» Зеньковский называл Гоголя «пророком православной культуры»).

### Преподаватель и министр
В 1908 — один из учредителей и заместитель председателя, в 1911 — председатель Киевского религиозно-философского общества. В 1910—1911 читал курсы по философии и психологии на Высших женских курсах. Был директором киевского Института дошкольного воспитания и, с 1910, председателем киевского Общества по изучению религии и философии. С 1916 — экстраординарный профессор Киевского университета по кафедре психологии.
В мае-октябре 1918 года был министром исповеданий в правительстве гетмана Украинской державы Павла Скоропадского.

### Жизнь в Югославии, Чехословакии и США
В 1920 году эмигрировал в Королевство сербов, хорватов и словенцев, в 1920—1923 — профессор философского и богословского факультетов Белградского университета, с 1921 был членом белградского кружка преподобного Серафима.
В 1923 на Общеэмигрантском педагогическом съезде был избран председателем Педагогического бюро по зарубежным русским школьным делам. В том же году участвовал в первом съезде Русского студенческого христианского движения (РСХД) в Пшерове, на котором был избран председателем РСХД. Являлся членом Братства Святой Софии и его секретарём.
В 1923—1926 годы — профессор экспериментальной и детской психологии в Высшем педагогическом институте в Праге, был директором этого института.
В 1926—1927 находился в США, где изучал проблемы религиозного образования.

### Жизнь во Франции
В 1927—1962 — профессор по кафедре философии, истории русской философии, психологии и апологетики Свято-Сергиевского богословского института в Париже, в 1944—1948 и 1949—1962 — декан этого института. Находился в юрисдикции митрополита Евлогия (Георгиевского). В 1933—1938 — староста Введенской церкви в Париже.
В 1927 году в Париже создал «Религиозно-педагогический кабинет по работе с православной молодёжью». Во время Второй мировой войны деятельность «Кабинета…» прекратилась.
С 1936 года — член епархиального совета Западноевропейского экзархата русских приходов.
В 1939—1940 годах, в начале Второй мировой войны, находился в заключении без суда, следствия и обвинения во французской тюрьме, а затем в лагере. Затем ему было разрешено вернуться в Париж; переживания в период заключения способствовали принятию им сана священника.
22 марта 1942 года рукоположён в сан иерея и назначен помощником настоятеля Введенской церкви в Париже.
С февраля по август 1943 года — заместитель настоятеля Покровской церкви в Париже.
С июля 1943 года по август 1962 года — вновь помощник настоятеля Введенской церкви в Париже.
7 января 1944 года возведён в сан протоиерея.
В 1946 году во время разделения паствы скончавшегося митрополита Евлогия на «промосковскую» и «проконстантинопольскую», выбрал юрисдикцию Константинопольского патриархата.

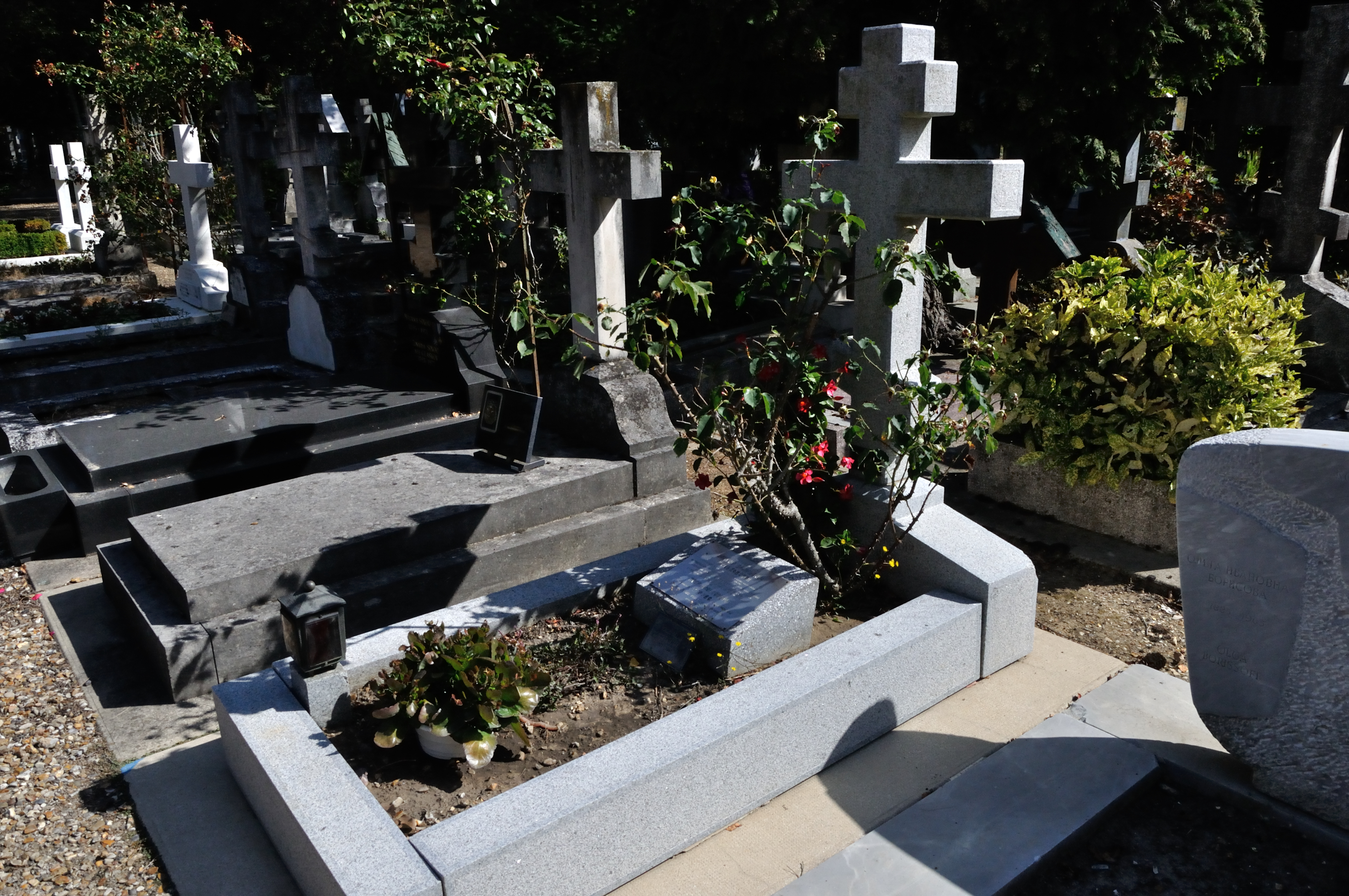
Могила протоиерея Василия Васильевича Зеньковского на кладбище Сент-Женевьев-де-Буа

Основатель Высших женских богословских курсов при Свято-Сергиевском богословском институте. В 1949—1952 — благочинный приходов Парижского округа.
В 1953—1958 годах — председатель Западноевропейского экзархата русских приходов, в связи с чем 7 января 1955 года возведён в сан протопресвитера.
Скончался 5 августа 1962 года в Париже. Похоронен на кладбище Сент-Женевьев-де-Буа.

## Философская деятельность
Основной труд Василия Зеньковского — «История русской философии», основой которого стали его лекции в Свято-Сергиевском богословском институте; эта работа посвящена русской мысли XVIII—XX веков. Двухтомная «История русской философии» вышла в Париже на русском языке в 1948—1950 годах и в 1956 была издана в СССР ограниченным тиражом с грифом «рассылается по специальному списку».
Считал, что русская философия является уникальным национальным опытом создания христианской философии. Обращал внимание на непрерывность русской философской традиции, сохраняющей, несмотря на несхожесть форм, своеобразное единство на всех этапах её развития. Значительное внимание уделял теме влияния западной мысли на русскую философию. Полагал, что,

приобщаясь к философской культуре Запада, русские люди как бы сокращали для себя путь собственного восхождения на высоты философской мысли и быстро входили в сложную философскую проблематику своего времени. В этом отношении достойно удивления то, с какой быстротой оказывались на высоте современности, например, русские учёные (Ломоносов в середине XVIII в., Лобачевский в первой трети XIX в. и многие другие).

В то же время, по мнению Зеньковского,

в философии собственное творчество было всё же очень стеснено в России именно тем, что находили русские люди на Западе. Целые поколения попадали в плен Западу, в страстное и горячее следование его созданиям и исканиям; Россия вообще отвечала живым эхо на то, что совершалось на Западе. Мощь же её собственного гения впервые проявилась в сфере литературы: после нескольких десятилетий подражания Западу, через эпоху Державина, а потом Жуковского, приходит Пушкин, в котором русское творчество стало на собственный путь — не чуждаясь Запада, даже откликаясь на его жизнь, но уже связав себя в свободе и вдохновении с самыми глубинами русского духа, с русской «стихией». За литературой последовали другие формы искусства (театр, живопись, позднее музыка), но скоро и философия в России уже нашла свои пути — тоже не чуждаясь Запада, даже учась у него постоянно и прилежно, но все же живя своими вдохновениями, своими проблемами. XIX век окрылил философское дарование у русских людей. Россия вышла на путь самостоятельной философской мысли.

Философское учение Зеньковского включало метафизику, гносеологию и антропологию, причём он всегда стремился следовать христианской (церковной) традиции понимания мира и человека. Считал, что христианская философия должна иметь особую тему, отличающую её от догматики:

Догматика есть философия веры, а христианская философия есть философия, вытекающая из веры. Познание мира и человека, систематическая сводка основных принципов бытия не даны в нашей вере, они должны быть построяемы в свободном творческом нашем труде, но в свете Христовом.
Б. Н. Тихомиров писал, что скромные по объему, но исключительно весомые по своей значимости работы о Достоевском из богатого литературного наследия В. В. Зеньковского вошли в «золотой фонд» отечественного достоеведения XX века.

## Труды
- Проблема психической причинности. Архивная копия от 29 июня 2018 на Wayback Machine — Киев, изд. ун-та св. Владимира, 1914. — VIII, 435 с.
- Россия и православие. — Киев, 1915.
- Психология детства. Архивная копия от 26 августа 2021 на Wayback Machine — Берлин : Русская книга, 1923. — 348 с. — Переизд.: Лейпциг : Сотрудник, 1924. (Текст Архивная копия от 31 октября 2014 на Wayback Machine)
- Религиозное движение среди русской молодежи за границей. Архивная копия от 19 октября 2013 на Wayback Machine// Путь. — 1925. — № 1. — С. 121—127
- Delacroix. La religion et la foi и др. книги. Архивная копия от 19 октября 2013 на Wayback Machine// Путь. — 1926. — № 2. — С. 149—152
- Автономия и теономия. Архивная копия от 19 октября 2013 на Wayback Machine// Путь. — 1926. — № 3. — С. 46-64
- Русские мыслители и Европа Архивная копия от 19 октября 2013 на Wayback Machine Париж, Ymca-press. — 1926. — 291 c.[5]
- Свобода и соборность. Архивная копия от 19 октября 2013 на Wayback Machine// Путь. — 1927. — № 7. — С. 3-22
- Факты и наблюдения (психология современной молодежи). Архивная копия от 19 октября 2013 на Wayback Machine// Путь. — 1927. — № 8. — С. 73-88
- Апологетика (рецензия). Архивная копия от 19 октября 2013 на Wayback Machine// Православная мысль. — 1928. — 1. — C. 219—222
- Дар свободы. Париж, 1928.
- О чуде. Париж, 1928.
- Система культурного дуализма. Париж Архивная копия от 29 ноября 2014 на Wayback Machine, 1929.
- Съезд в Афинах. Архивная копия от 19 октября 2013 на Wayback Machine // Путь. — 1930. — № 22. — С. 116—125
- Преодоление платонизма и проблема софийной твари. Архивная копия от 12 июня 2013 на Wayback Machine // Путь. — 1930. — № 24. — С. 3-40
- Hoyle. The teaching of Karl Barth. Архивная копия от 19 октября 2013 на Wayback Machine // Путь. — 1931. — № 26. — С. 127—129
- Г. В. Флоровский. Восточные Отцы IV-го века. Архивная копия от 19 октября 2013 на Wayback Machine // Путь. — 1931. — № 28. — С. 101—102
- Pierre Lhande. Le Christ dans la Banlieue и Pierre Lhande. Le Dieu qui bouge. Архивная копия от 19 октября 2013 на Wayback Machine // Путь. — 1931. — № 28. — С. 102—104
- H.О. Лосский: Ценность и бытие. Y.M.С.A. Press 1931. Архивная копия от 19 октября 2013 на Wayback Machine // Путь. — 1931. — № 30. — С. 110—111
- Heiler. Im Ringer um die Kirche. Архивная копия от 19 октября 2013 на Wayback Machine // Путь. — 1931. — № 31. — С. 89-91
- О значении воображения в духовной жизни. Архивная копия от 19 октября 2013 на Wayback Machine// Путь. — 1932. — № 32. — С. 90-102
- Типы мировоззрений Н. О. Лосского. Архивная копия от 19 октября 2013 на Wayback Machine // Путь. — 1932. — № 32. — С. 107—109
- Леонид А. Матвеев. Есть ли чудо? Архивная копия от 19 октября 2013 на Wayback Machine// Путь. — 1932. — № 33. — С. 76-77
- Maritain. Le songe de Descartes 1932. Архивная копия от 19 октября 2013 на Wayback Machine // Путь. — 1932. — № 34. — С. 71-72
- Facing a World Crisis (Report of World Committee of YMCA. 1932) Архивная копия от 19 октября 2013 на Wayback Machine// Путь. — 1932. — № 34. — С. 72-73
- Проблема красоты в миросозерцании Достоевского. Архивная копия от 19 октября 2013 на Wayback Machine // Путь. — 1933. — № 37. — С. 36-60
- E. Brunner. Der Mensch im Wiederspruch. Архивная копия от 19 октября 2013 на Wayback Machine // Путь. — 1934. — № 38. — С. 81-82
- Кризис протестантизма в Германии. Архивная копия от 19 октября 2013 на Wayback Machine // Путь. — 1934. — № 42. — С. 56-67
- Basil Mathews John R. Mott. World citizen. Архивная копия от 19 октября 2013 на Wayback Machine // Путь. — 1934. — № 43. — С. 82-83
- Oecumenica. Архивная копия от 19 октября 2013 на Wayback Machine// Путь. — 1934. — № 44. — С. 75
- Проблемы воспитания в свете христианской антропологии. Часть 1. — 1934
- Памяти проф. Г. И. Челпанова. Архивная копия от 19 октября 2013 на Wayback Machine // Путь. — 1936. — № 50. — С. 53-56
- Irenikon. Архивная копия от 19 октября 2013 на Wayback Machine// Путь. — 1937. — № 53. — С. 85-86
- Igor Smolitsch. Leben und Lehren der Starzen. Архивная копия от 19 октября 2013 на Wayback Machine // Путь. — 1937. — № 54. — С. 76-77
- Зло в человеке. Архивная копия от 19 октября 2013 на Wayback Machine// Путь. — 1938. — № 56. — С. 19-36
- Памяти Митрополита Евлогия Архивная копия от 19 октября 2013 на Wayback Machine// Православная мысль. — 1947. — 5. — C. 19-22
- Чаадаев как религиозный мыслитель Архивная копия от 19 октября 2013 на Wayback Machine// Православная мысль. — 1947. — 5. — C. 75-94
- История русской философии. Архивная копия от 19 октября 2012 на Wayback Machine Париж, YMCA-PRESS, Т. 1. 1948. — 470 с.; Т. 2. 1950. — 478 с.
  - Зеньковский В. В. История русской философии / Вступ. ст., подгот. и примеч. В. В. Сербиненко. — М., 2001. — 880 с.
- Об участии Бога в жизни мира Архивная копия от 29 августа 2019 на Wayback Machine // Православная мысль. — 1948. — 6. — C. 74-88
- Окамененное нечувствие (У истоков агрессивного безбожия) Архивная копия от 19 октября 2013 на Wayback Machine // Православная мысль. — 1951. — 8. — C. 35-46
- Вера и знание. Архивная копия от 19 октября 2013 на Wayback Machine// Православие в жизни. — 1953. — С. 27-53
- Принципы православной антропологии. Штутгарт, 1953 (на немецком языке)
- Принципы православной антропологии Архивная копия от 28 июня 2017 на Wayback Machine// Вестник РСХД, Париж, 1988. — № 153 — С. 5-91
- Судьба халкидонских определений. (недоступная ссылка) // Православная мысль. — 1955. — 9. — C. 51-64
- Идея всеединства Владимира Соловьёва. Архивная копия от 19 октября 2013 на Wayback Machine// Православная мысль. — 1955. — 10. — C. 45-59
- Наша эпоха. Париж, 1955.
- На пороге зрелости. Архивная копия от 15 ноября 2020 на Wayback Machine Париж, 1955.
- Апологетика Архивная копия от 19 октября 2013 на Wayback Machine. Париж, 1957. — 262 с.
- Русская педагогика в XX веке. Архивная копия от 19 октября 2013 на Wayback Machine Париж:, 1960.
- Н. В. Гоголь. Париж, YMCA-press, 1961.
- Основы христианской философии Архивная копия от 15 мая 2012 на Wayback Machine. Франкфурт, 1961—1964. Т. 1—2.
- Е. В. Спекторский Архивная копия от 19 октября 2013 на Wayback Machine// Русская религиозно-философская мысль XX века. Сборник статей под редакцией Н. П. Полторацкого. Питтсбург, 1975. — С. 317—321
- Педагогика. Архивная копия от 8 апреля 2013 на Wayback Machine Клин, 2002.
- Проблемы воспитания в свете христианской антропологии. Архивная копия от 7 апреля 2013 на Wayback Machine Клин, 2002.
- Церковь и школа. Архивная копия от 19 октября 2013 на Wayback Machine
- Зеньковский В. В. Собрание сочинений. Архивная копия от 4 января 2009 на Wayback Machine — Т. 1: О русской философии и литературе: Статьи, очерки и рецензии (1912—1961), Т. 2: О православии и религиозной культуре: Статьи и очерки (1916—1957)
- Зеньковский В. В. Пять месяцев у власти: Воспоминания / Под редакцией М. А. Колерова. — М.: Издательский дом REGNUM, 2011. — 648 с. (Серия «Исследования по истории русской мысли». Том 15). ISBN 987-5-91887-013-6 PDF
- Памяти Л. И. Шестова. Архивная копия от 12 апреля 2017 на Wayback Machine Париж, 1939 г. — С. 8-14
- Церковный национализм. Архивная копия от 19 апреля 2017 на Wayback Machine // Вестник РСХД, Мюнхен, 1949. — С. 8-20
- Церковь и мир. Архивная копия от 19 апреля 2017 на Wayback Machine // Вестник РСХД, Мюнхен, 1949. — С. 7-11
- Основы православной антропологии. Архивная копия от 19 апреля 2017 на Wayback Machine // Вестник РСХД, Мюнхен, 1949. — С. 11-16
- Идея христианского реализма. (По поводу книги С. Л. Франка «Свет во тьме»). Архивная копия от 19 апреля 2017 на Wayback Machine // Вестник РСХД, Париж—Нью-Йорк, 1954. — С. 19-22
- Духовные проблемы нашего времени. Архивная копия от 21 апреля 2017 на Wayback Machine // Вестник РСХД, Париж, 1951. — С. 6-11
- Кто фальсифицирует историю русской философии. Архивная копия от 22 апреля 2017 на Wayback Machine // Вестник РСХД, Париж—Нью-Йорк, 1955. — № 39 — С. 30-35
- Проблемы культуры в русском богословии. Бухарев. Архивная копия от 21 апреля 2017 на Wayback Machine // Вестник РСХД, Париж, 1952.
- Проблемы культуры в русском богословии. Μ. Μ. Тареев Архивная копия от 21 апреля 2017 на Wayback Machine // Вестник РСХД, Париж, 1953. — № 28 — С. 2-15
- Общие законы экономической жизни Архивная копия от 30 июня 2017 на Wayback Machine // Вестник РСХД, Париж, 1991. — № 161 — С. 71-101